# Joseph de Ferraris
Pour les articles homonymes, voir Ferraris.
Le comte Joseph Jean de Ferraris, né et baptisé à Lunéville (duché de Lorraine) le 20 avril 1726 et mort à Vienne le 1er avril 1814 est un officier général au service de l'Autriche, cartographe, feldmaréchal, directeur de l’école de mathématique du corps d’artillerie des Pays-Bas, colonel propriétaire du régiment de Ferraris, établi dans les Pays-Bas autrichiens.

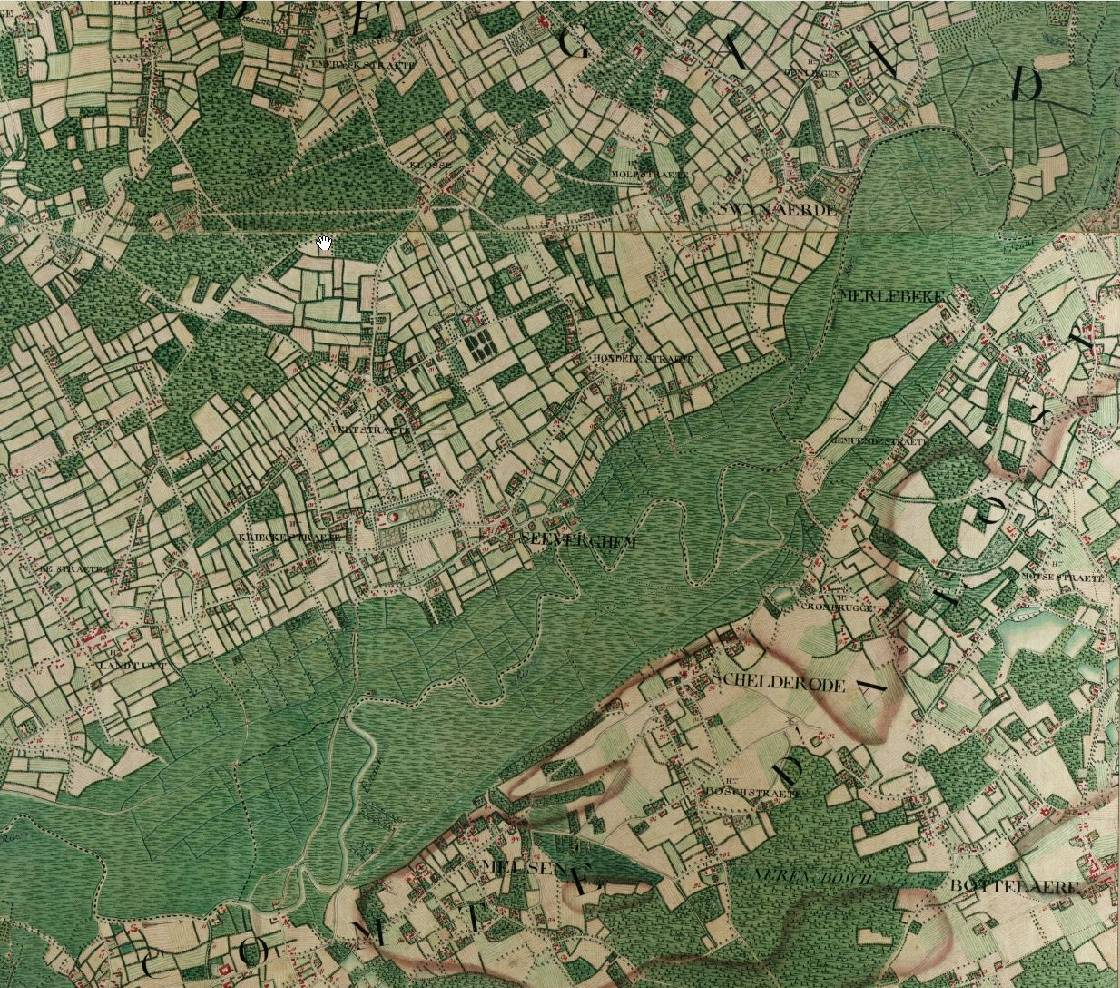
Exemple de cartographie montrant que le contexte agricole avait déjà beaucoup modifié le bassin de l'Escaut au XVIIIe siècle, ici à Merelbeke (Belgique) ; le fleuve est néanmoins encore entouré de prairies inondables ; larges « bandes enherbées » protégeant l'eau de l'érosion.

## Biographie

### Famille
Joseph de Ferraris est le fils du comte Louis de Ferraris (1685-1733) et de son épouse, Anne-Thérèse de Fontette (1692-1754), fille d'honneur de la duchesse de Lorraine et descendante d'un bâtard du roi de France Henri II. La famille de Ferraris est originaire de Biella, au Piémont, et est entrée au service du duc Charles V de Lorraine lorsque celui-ci était exilé à Innsbruck. Lors du retour du duc Léopold dans ses duchés, les Ferraris le suivirent et s'installèrent en Lorraine (début du XVIIIe siècle), où subsiste leur hôtel particulier.
Joseph de Ferraris avait épousé tardivement, le 25 novembre 1776 en l'église Sainte-Gudule à Bruxelles, Marie-Henriette-Christine d'Ursel (1743-1810), fille de Charles, deuxième duc d'Ursel. Ils n'eurent qu'une fille, la comtesse Thérèse-Josèphe-Marie-Anne de Ferraris (1779-1866), qui épousa en 1799 le comte François Zichy. Ils sont la souche des Zichy-Ferraris, dont leur fille, Mélanie de Zichy-Ferraris, épouse du Prince de Metternich.

### Carrière
À l'âge de neuf ans (en 1735), le comte Joseph de Ferraris fut nommé page de l'impératrice douairière Amélie. Six ans plus tard, en 1741, il entra dans le métier des armes en devenant enseigne au régiment d'infanterie Grünne n° 26. Sa carrière connaîtra une ascension assez rapide, puisqu'en 1742 il accéda au grade de capitaine-lieutenant, en 1750, il devint major et en 1757, lieutenant-colonel. En 1758, alors âgé de trente-deux ans, il reçut le commandement du régiment d'infanterie Charles de Lorraine n° 3. La même année, il participa et se distingua à la bataille de Hochkirch (14 octobre 1758) et reçut, à ce titre, l'ordre de Marie-Thérèse. En 1761, il accéda au grade de général-major et fut nommé, l'année suivante, directeur de l'artillerie des Pays-Bas autrichiens.
Il faisait partie comme beaucoup d'aristocrates bruxellois de son temps de la loge l’Heureuse Rencontre, seconde loge de Bruxelles fréquentée principalement par des membres de la haute noblesse et des Lignages de Bruxelles (no 8, membre agrégé - tableau de 1777 et tableau de 1786).

## La carte de Ferraris

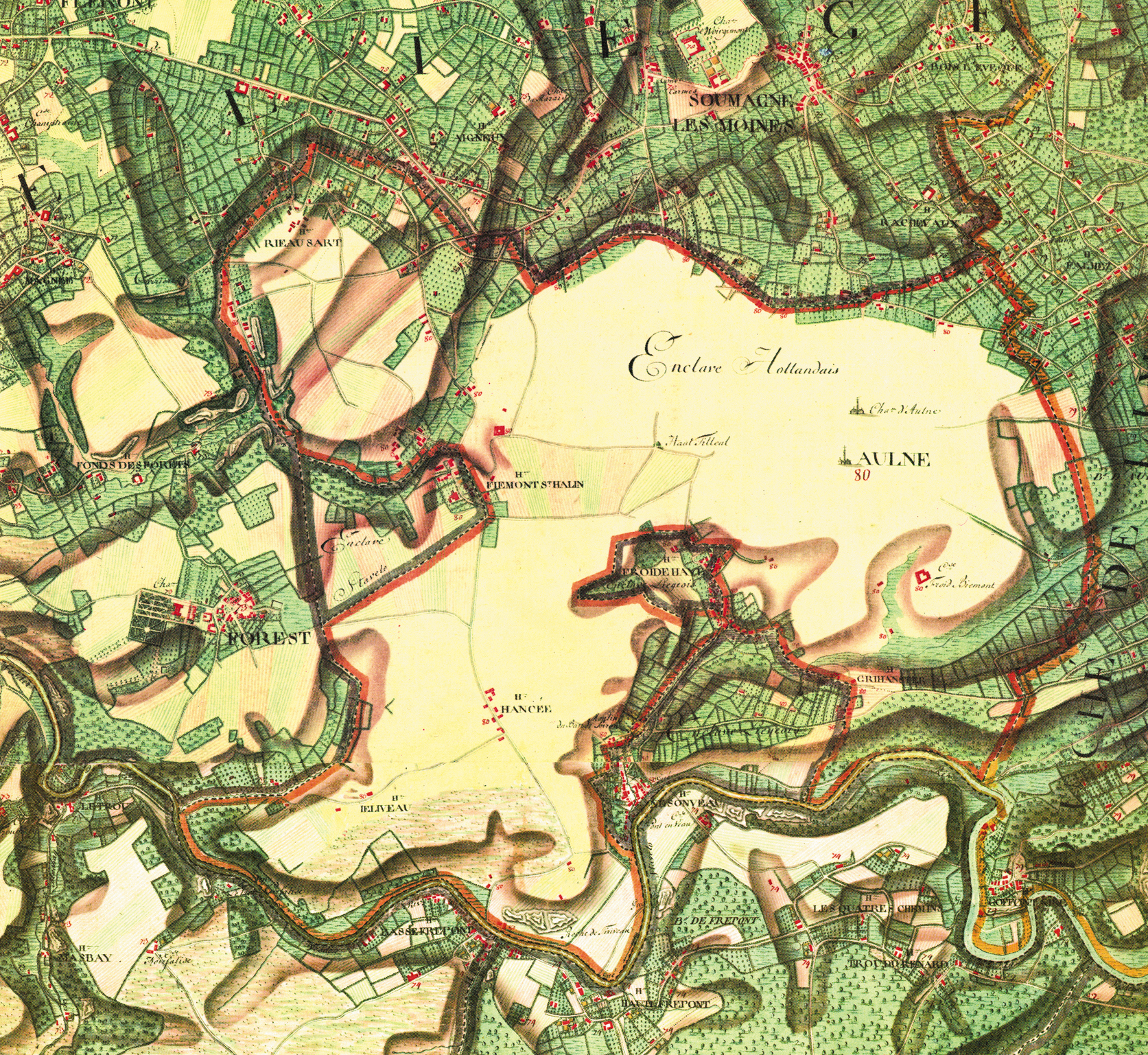
Exemple de carte de Ferraris, à Soumagne et Forêt, à proximité de Liège.

Le comte de Ferraris s'est fait connaître par la carte publiée en 1777 où tous les Pays-Bas autrichiens sont repris dans le moindre détail.
Cette carte, composée à des fins militaires, est cependant le témoin d’un territoire métamorphosé depuis par l’industrialisation. Elle reprend les Pays-Bas autrichiens et la principauté de Liège, à l'échelle 1:11520, en 275 planches d'un format de 135 x 85 cm. Il est également l'auteur d'un plan aérien de Bruxelles (1777).